# Per Jacobsen (łyżwiarz)
Per Jacobsen (ur. 23 marca 1911 w Oslo, zm. 13 czerwca 1944 w Natzweiler-Struthof) – norweski łyżwiarz figurowy (mistrz Norwegii w 1931 i 1932 roku) i członek ruchu oporu. Został zamordowany przez nazistów w czasie II wojny światowej.

## Życie osobiste
Jacobsen urodził się w Oslo jako syn Sigvala Jacobsena (1867-1928) i Agaty z domu Backer Røed (1876-1925). Jego ojciec pochodził z Oslo, a jego matka z Holmestrand. Jacobsen studiował ekonomię i audyt. Był norweskim mistrzem w jeździe figurowej na lodzie w 1931 roku, i ponownie w 1932.

## Wyniki
| Wydarzenie           | 1929 | 1930 | 1931 | 1932 |
| -------------------- | ---- | ---- | ---- | ---- |
| Mistrzostwa Norwegii | 2    | —    | 1    | 1    |